# Tormato
Tormato este al nouălea album de studio al formației britanice de rock progresiv Yes, lansat în septembrie 1978 prin Atlantic Records. A fost ultimul album al formației împreună cu solistul vocal Jon Anderson și claviaturistul Rick Wakeman înainte de destrămarea formației în 1981.
Albumul a primit recenzii mixte la lansare, principala critică adresată fiind lipsa calității în producție, ceea ce a avut ca rezultat un album cu un sunet plictisitor.

## Privire generală
Rick Wakeman a declarat că Yes nu a scos niciodată ce e mai bun din anumite materiale de pe Tormato în vreme ce Steve Howe a recunoscut că Yes nu era sigură din punct de vedere muzical la vremea respectivă. A fost ultimul album de studio împreună cu Rick Wakeman (înainte de revenirea sa în 1991 pentru Union) și ultimul cu Jon Anderson înainte de revenirea sa în 1983 când s-a refăcut formația.
Cu toate acestea, Tormato a înregistrat succes, intrând în Top 10 și producând hitul minor "Don't Kill the Whale". Titlul original al albumului trebuia să fie Yes Tor, făcând referință la locația geografică din sudul Angliei. Fotografiile realizate de Hipgnosis erau considerate atât de neimpresionante încât Wakeman, frustrat, a aruncat cu o roșie în fotografii. Coperta și titlul au fost modificate pentru a se potrivi cu acest moment.
Albumul a fost lansat pe 20 septembrie 1978 și s-a clasat pe locul 8 în Regatul Unit și pe locul 10 în Statele Unite, unde a primit Discul de Platină.

## Lista de melodii
Fața A
1. "Future Times/Rejoice" (Anderson, Howe, Squire, White, Wakeman) - 6:46
2. "Don't Kill the Whale" (Anderson, Squire) - 3:56
3. "Madrigal" (Anderson, Wakeman) - 2:25
4. "Release, Release" (Anderson, White, Squire) - 5:44

Fața B
1. "Arriving UFO" (Anderson, Howe, Wakeman) - 6:07
2. "Circus of Heaven" (Anderson) - 4:31
3. "Onward" (Squire) - 4:05
4. "On the Silent Wings of Freedom" (Anderson, Squire) - 7:47

Melodii bonus de pe ediția din 2004
1. "Abilene" (Howe) - 4:02
2. "Money" (Squire, Anderson, White, Wakeman) - 3:15
3. "Picasso" (Anderson) - 2:12
4. "Some Are Born" (Anderson) - 5:42
5. "You Can Be Saved" (Squire) - 4:20
6. "High" (Howe) - 4:30
7. "Days (demo)" (Anderson) - 1:00
8. "Countryside" (Anderson, Howe, Squire, White) - 3:11
9. "Everybody's Song (demo original la melodia "Does It Really Happen")" (Anderson, Howe, Squire, White) - 6:48
10. "Onward" (Instrumental) (Squire) - 3:06

## Componență
- Jon Anderson - solist vocal, producție
- Steve Howe - chitare, vocal, producție
- Chris Squire - chitară bas, vocal, producție
- Rick Wakeman - claviaturi, producție
- Alan White - tobe, percuție, producție